# Військово-морська база «Схід» (Україна)
Військово-морська база «Схід» (ВМБ «Схід») — військово-морська база Збройних сил України, яка будується в Бердянську на північно-західному узбережжі Азовського моря, а також пункти базування Маріуполь, Генічеськ, Очаків, Миколаїв. Вона є однією з двох баз Військово-морських сил України, разом із Військово-морською базою «Південь» в Одесі. Після окупації портів Маріуполя та Бердянська внаслідок російського вторгнення була передислокована.

## Історія

### Передумови
До 2014 року були непоодинокі випадки піратства з боку РФ, спрямованого проти українських рибалок.
17 липня 2013 року в Азовському морі, далеко за межами територіальних вод Росії, катер берегової охорони прикордонної служби РФ влаштував погоню за українським риболовецьким човном, наздогнав його і протаранив, унаслідок чого загинуло четверо з п'яти українських рибалок, а щодо вцілілого і врятованого переслідувачами п'ятого порушили карну справу за «браконьєрство та порушення кордону». Російські прикордонники були без форми, замовчували той факт, що відразу знайшли тіла всіх загиблих, і не віддавали їх, бо хотіли приховати кульові поранення. Вцілілий українець Олександр Федорович, госпіталізований у російському Єйську, стверджував, що російські прикордонники стріляли в українців без попередження і потопили човен.
У лютому 2014 року Росія почала військову інтервенцію до Криму, і анексувала його в березні. Росія відтоді має змогу одноосібно контролювати єдиний вихід з Азовського моря — Керченську протоку.
За словами начальника Генерального штабу Збройних сил України Віктора Муженка, на перших етапах українські військово-морські сили не супроводжуватимуть комерційні кораблі, оскільки баланс сил в Азовському морі поки не на користь України. Натомість, українські військові зосередяться на розбудові берегової інфраструктури зміцненні власних сил.

### Формування
Наприкінці 2016 року в Бердянську було розпочате будівництво бази. Будівництво почалося на території колишнього професійно-технічного училища. За планами вона має включати 1-2 дивізіони броньованих артилерійських катерів й підрозділи берегової артилерії. Зокрема, також в передмісті Бердянська вже базується 501-й батальйон морської піхоти.
16 вересня 2016 року в Бердянську було відкрито вербувальний центр ВМС.
За результатами засідання 6 вересня 2018 року Ради національної безпеки і оборони України було прийнято рішення про посилення військово-морської присутності в Азовському морі, створення там корабельно-катерного угрупування ВМС ЗСУ, розбудову відповідної інфраструктури, забезпечення підрозділів берегової оборони новітньою високоточною ракетною зброєю тощо.
8 вересня 2018 року у мережі з'явилося фото автомобільної платформу із катером, що ранком рухався вулицями Бердянська. Очікується перекидання на Азовське море трьох малих броньованих артилерійських катерів типу «Гюрза-М», що на вересень 2018 року будуть одними з найбільш потужних одиниць у цьому морі. Вони стануть засобами ВМС ЗС України у Азовському морі.
Станом на 11 вересня 2018 року на воду в Бердянську було спущено два МБАКи: Р-177 «Кременчук» і Р-178 «Лубни».

### Перехід допоміжних кораблів ВМСУ через Керченську протоку
20 вересня пошуково-рятувальне судно A500 «Донбас» та морський буксир A830 «Корець» вирушили з походом з Західної військово-морської бази ВМС України в Одесі до Бердянська, де стануть основою новоствореної військово-морської бази українського флоту на Азовському морі. Починаючи від переходу поблизу окупованого Севастополя українські кораблі почав супроводжувати патрульний корабель Берегової охорони ФСБ РФ — «Аметист» проєкту 22460, згодом до нього долучився ще один не встановлений корабель.
З порту Бердянську для їх зустрічі в напрямку Керченської переправи вирушили малі броньовані артилерійські катери P177 «Кременчук» та P178 «Лубни».
Приблизно о 15.50 кораблі пройшли Керченський міст у супроводі великої кількості кораблів ФСБ та ВМФ Росії, а саме: буксир СБ-739 КЧФ, 2 патрульних катери проєкту 03160 «Раптор» зі спецназом ВМФ ЧФ РФ, корабель проєкту 10410 «Светлячек» Берегової охорони ПС ФСБ, 2 катери проєкту 12150 «Мангуст», катер проєкту 21850 «Чибис» Берегової охорони ПС ФСБ, також повідомлялося що там були присутні водолази.
25 вересня, о 09:35, заходом морського буксиру «Корець» завершився перехід групи суден Військово-Морських Сил ЗС України до порту Маріуполь. Поблизу рейду Маріуполя в районі якірної стоянки була спроба провокації з боку російського прикордонного катеру типу «Мангуст». Прикордонний катер РФ на великій швидкості намагався зблизитись з нашими кораблями, але рішучими активними діями екіпажів малих броньованих артилерійських катерів «Лубни» та «Кременчук» він був зупинений та недопущений до місця стоянки пошуково-рятувального судна «Донбас» та морського буксиру «Корець».
Командував походом крізь Керченську протоку капітан 1-го рангу Дмитро Коваленко, заступник начальника штабу морського командування ВМС України.
За словами командувача ВМС Воронченка, на початку жовтня 2018 року вийшов спільний наказ Міністерства освіти й Міністерства оборони щодо передачі колишньої філії Запорізького університету. Там дуже сприятливе розміщення для управління бази. Надалі, якщо буде ресурс, передбачено будівництво причальної стінки та підрозділів забезпечення. Щоб забезпечити всю номенклатуру: морську, берегову та, ймовірно, авіаційну, адже там є аеродромна мережа. Забезпечити комплекс «земля-море-повітря-підводний простір».
19 листопада 2018 підрозділи ВМС України в Азовському морі поблизу Бердянської коси провели бойові стрільби. У супроводі буксира «Корець» стрільби проводив малий броньований артилерійський катер (МБАК) «Кременчук», озброєний бойовими модулями «Катран-М». Вперше в Азовському морі був застосований протитанковий ракетний комплекс (ПТРК) «Бар'єр», який адаптований виробником до морських умов, комплекс успішно вразив всі мішені. Екіпаж отримав новий досвід застосування сучасних українських ПТРК на морі.
В районі стрільб був помічений прикордонний корабель ФСБ РФ, який постійно знаходився біля району проведення стрільб. Провокацій з боку росіян на цей раз не було.

### Таран буксиру біля Керченської протоки
25 листопада 2018 року кораблі українського флоту у складі двох малих броньованих артилерійських катерів «Бердянськ» і «Нікополь» та рейдового буксиру «Яни Капу» здійснювали плановий перехід з порту Одеси до порту Маріуполь Азовського моря та зазнали агресивних дій з боку російських кораблів.
Українська сторона заздалегідь поінформовала відповідно до міжнародних норм з метою забезпечення безпеки судноплавства. Проте, всупереч Конвенції ООН з морського права та Договору між Україною та Російською Федерацією про співробітництво у використанні Азовського моря та Керченської протоки, прикордонні кораблі РФ — прикордонні катери типу «Соболь», пскр «Дон», катери типу «Мангуст», мпк «Суздалец» здійснили відверто агресивні дії проти кораблів ВМС ЗС України. Прикордонний корабель «Дон» здійснив таран українського рейдового буксиру, в результаті якого пошкоджено головний двигун корабля, обшивку та леєрне огородження, втрачено рятувальний плотик. Диспетчерська служба окупантів відмовляється забезпечити право свободи судноплавства, гарантоване міжнародними угодами.

### Формування дивізіону

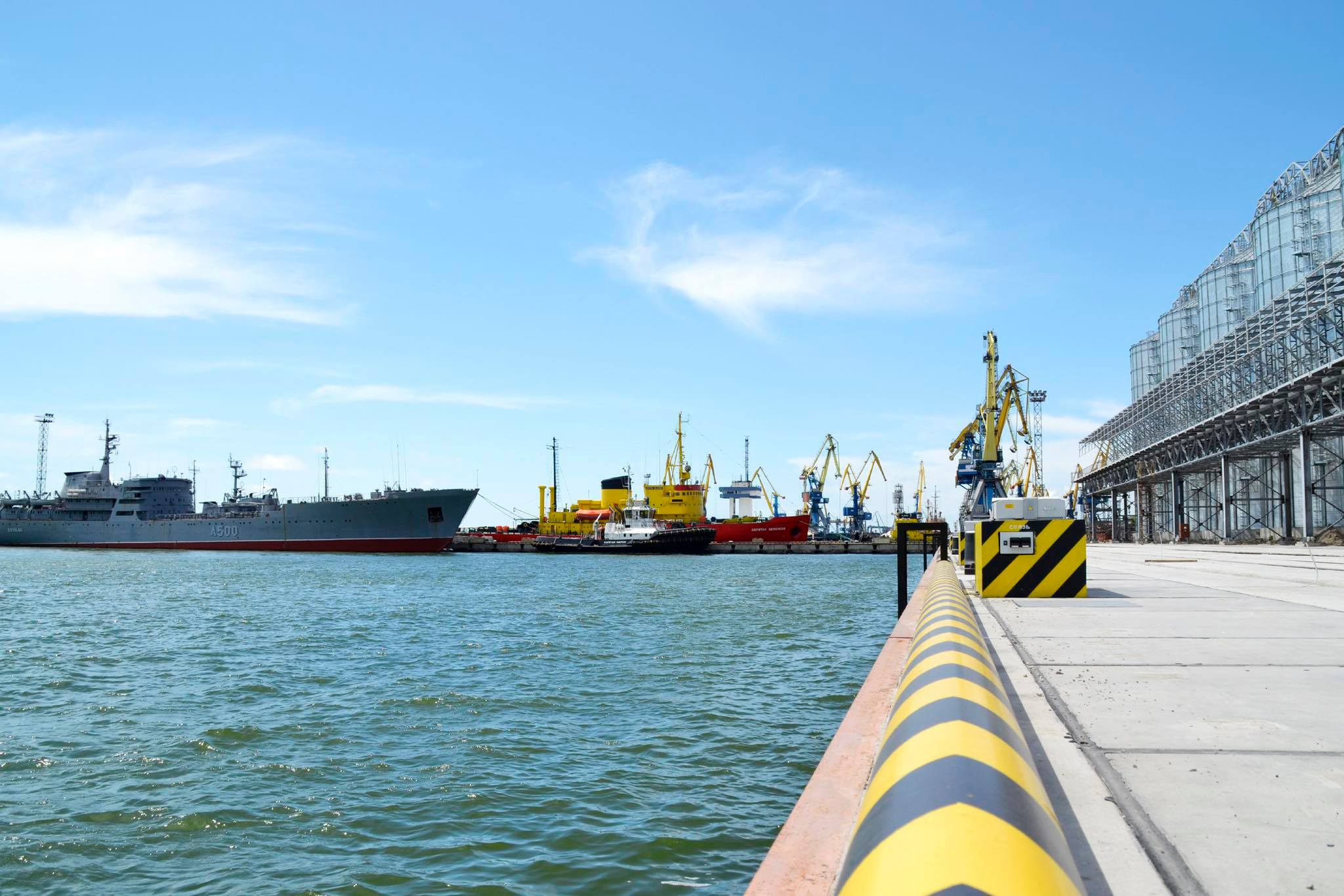
«Донбас» у порту Маріуполя. 2020 рік.

У грудні 2019 року в ході урочистостей з нагоди іменування малого броньованого катеру «Костопіль» командувач ВМС ЗС України Ігор Воронченко розказав, що на азовському морі створили дивізіон надводних сил, а пунктами базування новоствореного дивізіону є порти Бердянську та Маріуполя. До формування дивізіону наявні надводні сили діяли в складі тактичної групи «Тритон», що була сформована з перекиданням сюди двох МБАКів та переходом на Азовське море пошуково-рятувального судна «Донбас» та морського буксиру «Корець». Також до тактичної групи мали приєднатися два малі броньовані артилерійські катери «Бердянськ» і «Нікополь» та рейдового буксиру «Яни Капу», що були захоплені Росією разом з екіпажами 25 листопада 2018 року та повернуті 20 листопада 2019-го року.

### Будівництво бази
11 квітня 2020 року в ході візиту президента України Володимира Зеленського до Бердянську було презентовано проєкт реалізації військово-морської бази «Схід» ВМС ЗС України на Азовському морі. Презентація відбувалась безпосередньо на території Бердянського торговельного морського борту, не задіяна частина якого планується для створення ВМБ «Схід». Окрім використання існуючого причалу №9, для бази заплановано будівництво ще декількох причалів – №10, №11 та №12, на котрих розміститься два дивізіони катерів. Зокрема заплановано перебазувати сюди дивізіон малих броньованих артилерійських катерів з ВМБ «Південь» в Одесі та створити новий за рахунок переданих від США швидкісних патрульних катерів Mark VI. Окрім морської компоненти тут же буде розташований протидиверсійний підрозділ та сили забезпечення. Термін реалізації всього проєкту – два роки, а загальний кошторис оцінений у 553 млн гривень.
23 вересня 2020 року на сайті Бердянських новин з'явилась стаття про перекидання автотранспортом ще двох бронекатерів
27 листопада 2020 року з'явилась стаття з посиланням на капітана першого рангу Евгенія Шульженко про ремонт флоту, в якій було згадано про перекидання додаткових бронекатерів на Азовське море в 2020 році: "Вкрай важливим для Командування ВМС ЗС України було забезпечити бойову готовність корабельно-катерної групу флоту на Азовському морі. Зокрема, бронекатерної групи, яку цього року було додатково переміщено для виконання завдань на Азов." 

## Бойові кораблі та катери
| Бортовий № | Фото | Назва          | Проєкт                                         | Спущений на воду  | Введений у склад ВМСУ | Зауваження |
| ---------- | ---- | -------------- | ---------------------------------------------- | ----------------- | --------------------- | --- |
| P174       |      | «Аккерман»     | Артилерійський катер проєкту 58155 «Гюрза-М»   | 11 листопада 2015 | 6 грудня 2016         | Перевезений наземним транспортом до бази 22 вересня 2020. |
| P177       |      | «Кременчук»    | Артилерійський катер проєкту 58155 «Гюрза-М»   | 30 червня 2017    | 1 липня 2018          | Перевезений наземним транспортом до бази 11 вересня 2018. |
| P178       |      | «Лубни»        | Артилерійський катер проєкту 58155 «Гюрза-М»   | 29 червня 2017    | 1 липня 2018          | Перевезений наземним транспортом до бази 11 вересня 2018. |
| P179       |      | «Вишгород»     | Артилерійський катер проєкту 58155 «Гюрза-М»   | 24 червня 2017    | 1 липня 2018          | Перевезений наземним транспортом до бази 22 вересня 2020. |
| А500       |      | «Донбас»       | Пошуково-рятувальне судно, корабель управління | 1969              | 1997                  | Зайшов до Азовського моря 20 вересня 2018. |
| A830       |      | «Корець»       | Морський буксир                                | 1973              | 1997                  | Зайшов до Азовського моря 20 вересня 2018. |
|            |      | «Дмитро Чубар» | Рейдовий пасажирський катер проєкту 1462       | 1985              | 2021                  | Переданий зі сфери управління Міністерства інфраструктури України Бердянської філії державного підприємства "Адміністрація морських портів України" у лютому 2021. |

## Командування
Командир дивізіону капітан 2 рангу - Носенко Максим Васильович